# Calle de la Victoria (Madrid)

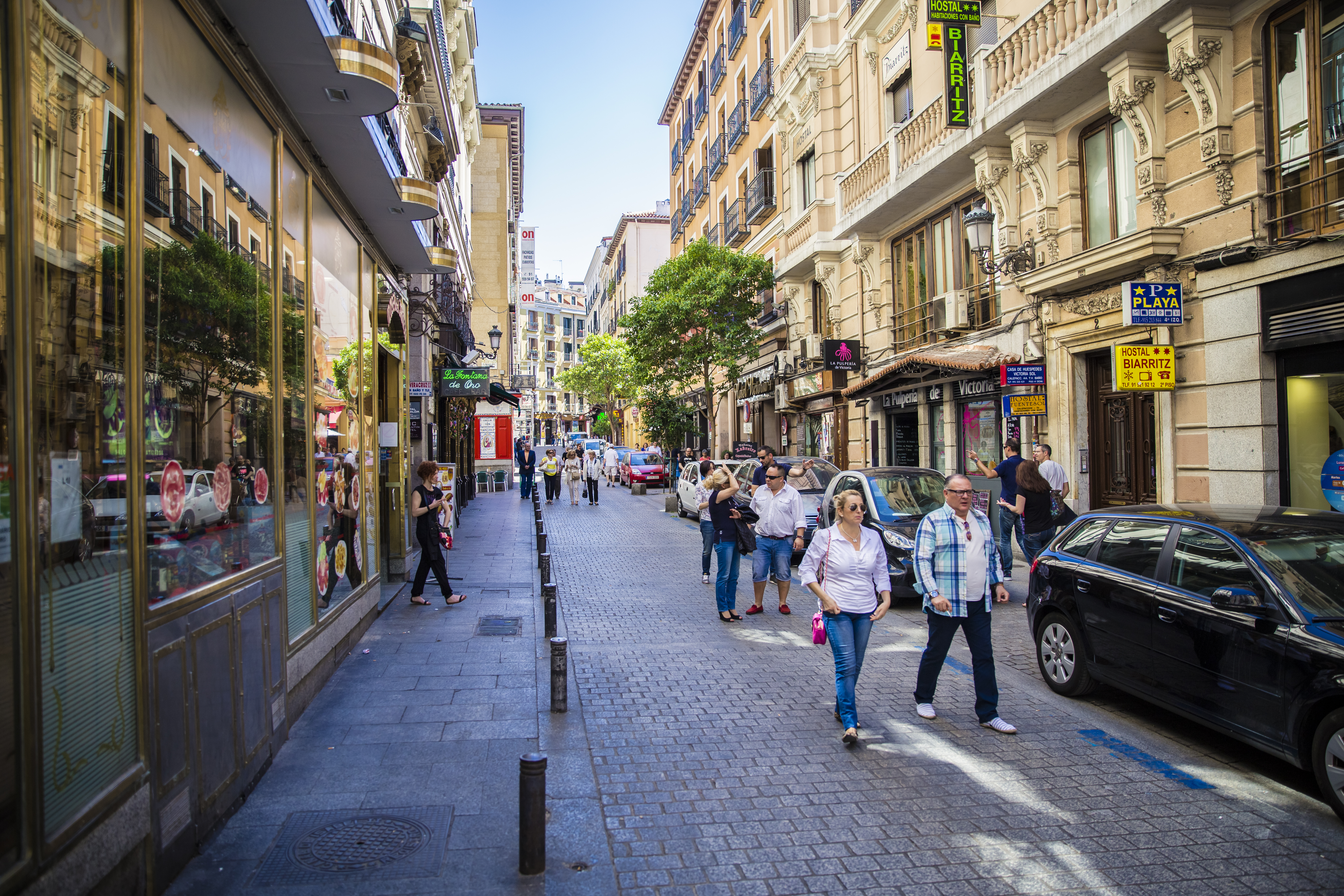
Perspectiva vial de la calle en 2015

La calle de la Victoria es una breve vía del Madrid de los Austrias, en el barrio de Sol, situada entre la carrera de San Jerónimo y la calle de la Cruz, en orientación norte-sur, dando salida en su breve trayecto al pasaje de Matheu y al callejón del Pozo que la une de nuevo con el tramo alto de la de la Cruz. Durante unos años, a raíz del Sexenio Revolucionario, se llamó calle del Empecinado, guerrillero de la Independencia española y «mártir luego de la idea de la Libertad».

## Historia

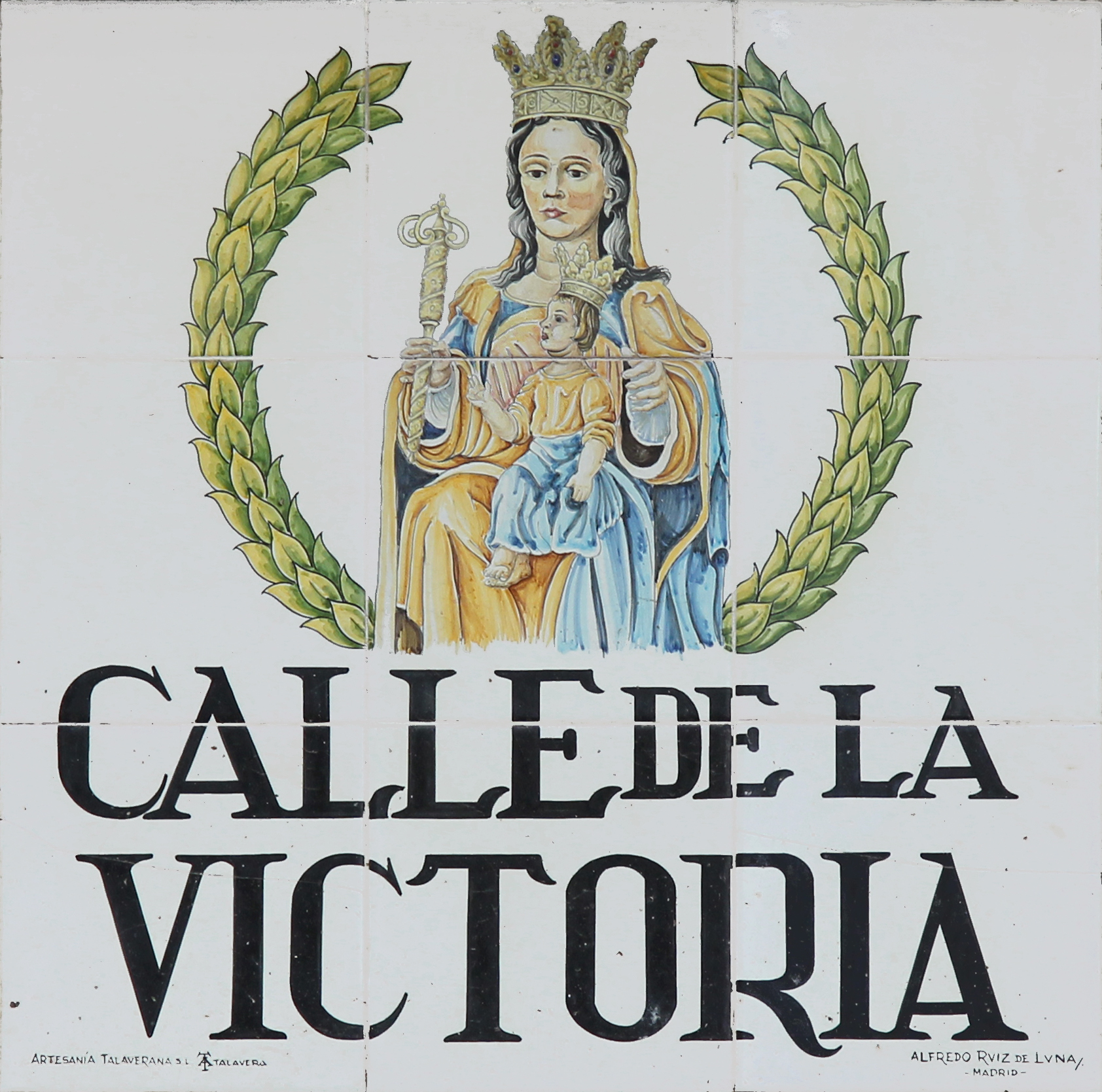
Placa del callejero de azulejos, con una representación de Santa María de la Victoria, obra del ceramista Ruiz de Luna.

Esta breve calle, de apenas 110 metros de longitud, aparece ya con el nombre actual en los antiguos planos de Teixeira (1656) y Espinosa (1769). Victoria o la Victoria parecen hacer referencia al vecino convento de Mínimos de San Francisco de Paula, más conocido como de Nuestra Señora de la Victoria, en el antiguo camino de los Jerónimos, fundado en 1561. Otra tesis de los cronistas madrileños relaciona su nombre directamente con la figura del provincial de los Mínimos, fray Juan de la Victoria, o bien con la costumbre de la orden franciscana de rememorar la victoria de los Reyes Católicos sobre los musulmanes de la Península. El primitivo convento, que ocupaba la manzana 207, fue derribado en 1836, dando así nacimiento a la calle dedicada a Francisco Espoz y Mina y ampliando esta de la Victoria con salida por la antigua galería cubierta del Pasaje de Matheu.

## Tabernas, bares, fondas y figones

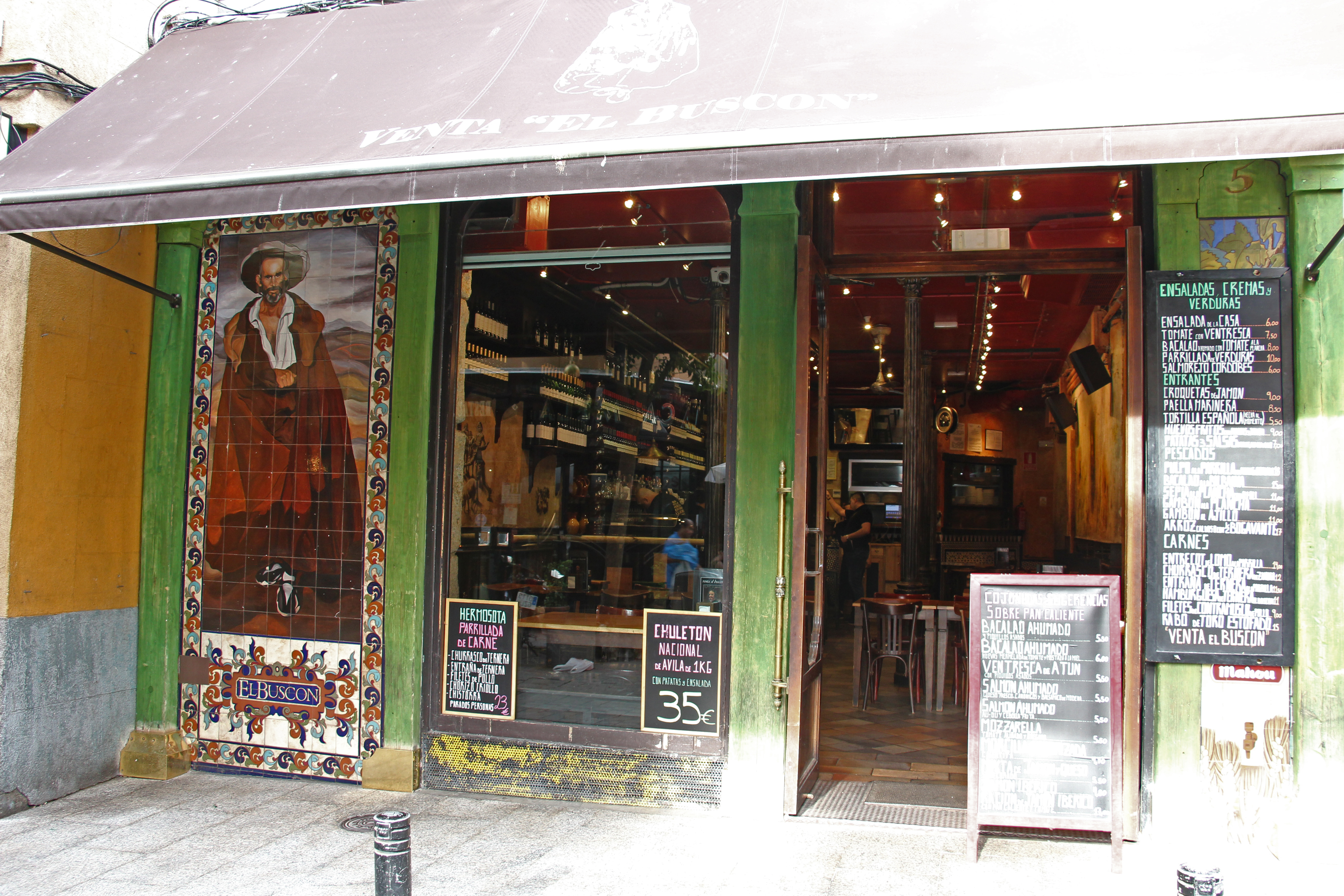
La azulejería del bar-restaurante El Buscón, en el número 5, responde a Tipo de Segovia (1906), cuadro de Ignacio Zuloaga, obra del ceramista Adolfo Montes.

Entre los establecimientos de comercio y ocio que hubo o se conservan en esta calle pueden mencionarse el café de la Vizcaína, en el número 5 de esta calle, frente al pasaje, desde el año 1851. La Vizcaína cambió de nombre y dueños en las postrimerías del siglo xix, pasando a llamarse Café de la Victoria, un local con «mesas de billar a 50 céntimos la hora» y «exquisito café al precio de 40 céntimos a domicilio», según anunciaban en la prensa de la época los nuevos propietarios del traspaso, Severo Belmonte y Juan Fernández Sanseroni. Por unos años mudó su nombre, pasando a llamarse Café del Pasaje (hacia 1905), volviendo a recuperar en 1910 el de la Victoria. En 1932 pasó a ser La Eritaña, “colmao” andaluz y cervecería, y en la década de 1970 se reformó como Venta El Buscón, bar restaurante con una vistosa azulejería, incluido un panel representando a un personaje de la estética noventayochista de Ignacio Zuloaga.

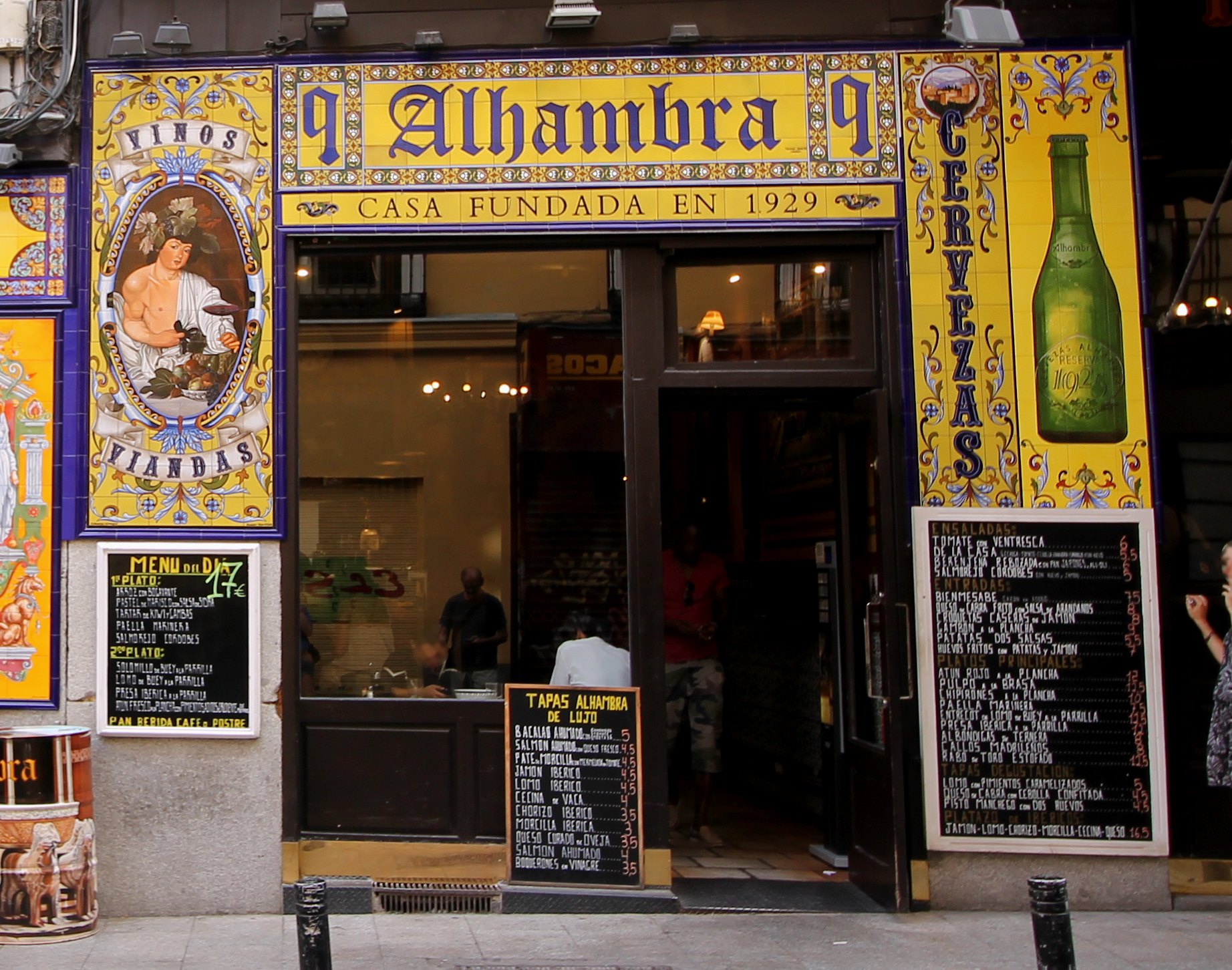
Portada de azulejería del bar-restaurante Alhambra, en el número 9.

Otras dos tabernas de larga tradición, que reconvertidas en restaurantes típicos siguen activas en esta calle, son la La Casa del Abuelo, en el número 12, y la Alhambra en el número 9. La que a partir de 1990 se conocerá como La Casa del Abuelo, se inauguró en 1911 con el nombre de La Alicantina, con el mismo nombre del almacén de vinos que su dueño, el alicantino Baldomero Orts, tenía en la Glorieta de Bilbao, y otras tabernas filiales como las abiertas en la calle de Núñez de Arce (1974) y la calle de Goya (1996).
En cuanto a la Taberna Alhambra, fundada en 1929 con el nombre también granadino de ‘El Generalife’ y una destacable azulejería obra de Alfonso Romero Mesa, tuvo al parecer entre sus habituales al torero Luis Miguel Dominguín y la actriz noctámbula Ava Gardner. Ya en 1984, el realizador Pedro Almodóvar la usó como escenario de ¿Qué he hecho yo para merecer esto?.